# (24647) Maksimachev
(24647) Maksimachev – planetoida z pasa głównego asteroid okrążająca Słońce w ciągu 3 lat i 117 dni w średniej odległości 2,23 j.a. Została odkryta 23 sierpnia 1985 roku w Krymskim Obserwatorium Astrofizycznym w Naucznym na Półwyspie Krymskim przez Nikołaja Czernycha. Nazwa planetoidy pochodzi od Borisa Aleksjejewicza Maksimaczewa (ur. 1923), astronoma i zastępcy dyrektora planetarium w Moskwie. Przed nadaniem nazwy planetoida nosiła oznaczenie tymczasowe (24647) 1985 QL5.